# Komárom-Esztergom vármegye közlekedése
Komárom-Esztergom vármegye területén  jelentős közlekedési útvonalak, nemzetközi autópálya, nemzetközi vasútvonal valamint vízi útvonal halad át.

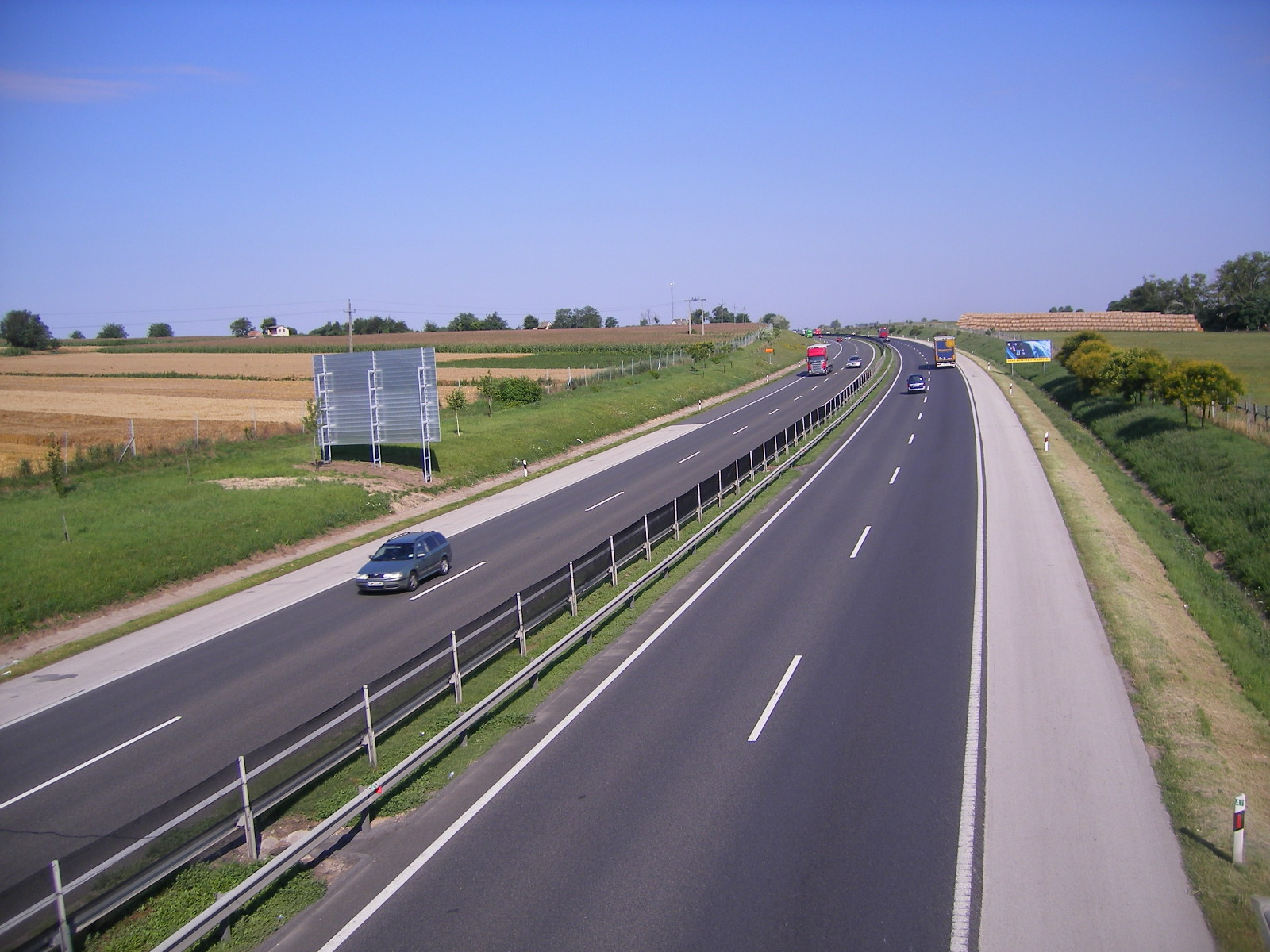
Az M1-es autópálya Mocsánál

A legfontosabb tranzit útvonal az M1-es autópálya, a 81-es számú a megyét keletről nyugatra átszelő Székesfehérvárról Győrbe vezető főút, melyből Kisbérnél ágazik el a 13-as számú főút Komáromba illetve Szlovákia felé.
Fontosabb megyei érdekeltségű útvonalak még: az 1-es főút, a 10-es főút, a 11-es főút, a 111-es főút, és a 117-es főút.

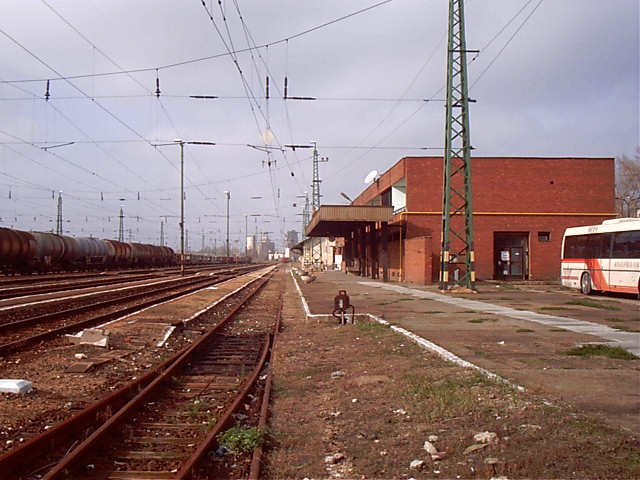
Almásfüzitő vasútállomása

A vármegye vasúthálózata alapvetően a 19. század végén épült ki. Fő vonala: a Budapest–Hegyeshalom–Rajka-vasútvonal; a különböző szárnyvonalak: Budapest–Esztergom-vasútvonal, Esztergom-Komárom-vasútvonal, Tatabánya–Pápa-vasútvonal, valamint a Székesfehérvár–Komárom-vasútvonal, és a Tatabánya–Oroszlány-vasútvonal.
A megyében üzemszerűen működő, minden feltételt teljes körűen kiépített reptér nem működik. Esztergomban és Kecskéden sportrepülőtér található.
A vízi közlekedés lehetőségeit sem használja ki a megye minden szempontból. Az északi határán áthaladó Duna lehetőségeinek kihasználása már több településen felvetődött. A Dunán Szlovákia felé közúti személyforgalom az Esztergomot és Párkányt összekötő Mária Valéria hídon, valamint a két Komáromot összekötő Erzsébet hídon zajlik le. A vasúti forgalom pedig a Komáromnál lévő vasúti összekötő hídon bonyolódik le.

## A megye közlekedési helyzete 1945 után
A második világháború után Magyarország romokban hevert. Az emberek első nagyobb feladata a romok eltakarítása, és a helyreállítási munkák elvégzése volt. Elsőbbséget élvezett a közlekedési utak javítása, rendbetétele.

### A vasúti közlekedés helyzete
A helyreállítás legfontosabb területe a vasút volt. A kommunista párt kiadta a jelszót, hogy „Arccal a vasút felé!” Ebben a megyében is, a visszavonuló németek maguk mögött szétrombolták az épségben megmaradt vasúti pályát, és felrobbantották a kis hidakat is, amelyeken keresztül haladtak.
1944 októberétől gyakran ismétlődő bombatámadások érték Komáromot, főleg a hadászati objektumnak tekintett vasútállomást. Október 15-én a mai teherpályaudvar nagy része leégett, de ezt a németek karbantartó részlege a gurító kivételével rendbe tette. Ezután a németek átvették a parancsnokságot, félve attól, hogy a vasutasok szabotálni fogják a németországi szállításokat. Március 19-én teljesen lebombázták a teherpályaudvart, úgy, hogy hamarosan helyreállítani nem lehetett. 1945. március 28-án a szovjet csapatok elfoglalták Komáromot. Újra kellett indítani a forgalmat. A vasutasok ismét szolgálatra jelentkeztek, de a csekély forgalom miatt sokan feleslegessé váltak. Nem bocsátották el őket, hanem helyreállító brigádokat szerveztek. 1945 májusára helyreállt a forgalom, de minden vonattal 10-12 fékező is utazott, mert csak olyan kocsikat tudtak alkalmazni, melyek a háború után itthon maradtak, mert a vagonok többségét nyugatra vitték. A Csehszlovákia felé menő forgalom 10 évig szünetelt, mert addigra tudták helyreállítani a dunai hidat.
A komáromi vasútállomás irattára 1956-ban megsemmisült. Ezért adatokat a forgalomról csak 1957 után lehetséges közölni.
| Megnevezés               | 1957   | 1969      |
| ------------------------ | ------ | --------- |
| darabáru (tételek száma) | 5242   | 6328      |
| a darabáru súlya (q)     | 22.598 | 36.280    |
| feladott kocsirakomány   | 2769   | 4190      |
| ennek súlya (q)          | 19.585 | 1.014.000 |
| beérkező kocsirakomány   | 10920  | 10.255    |
| ennek súlya (q)          | 33.790 | 40.860    |

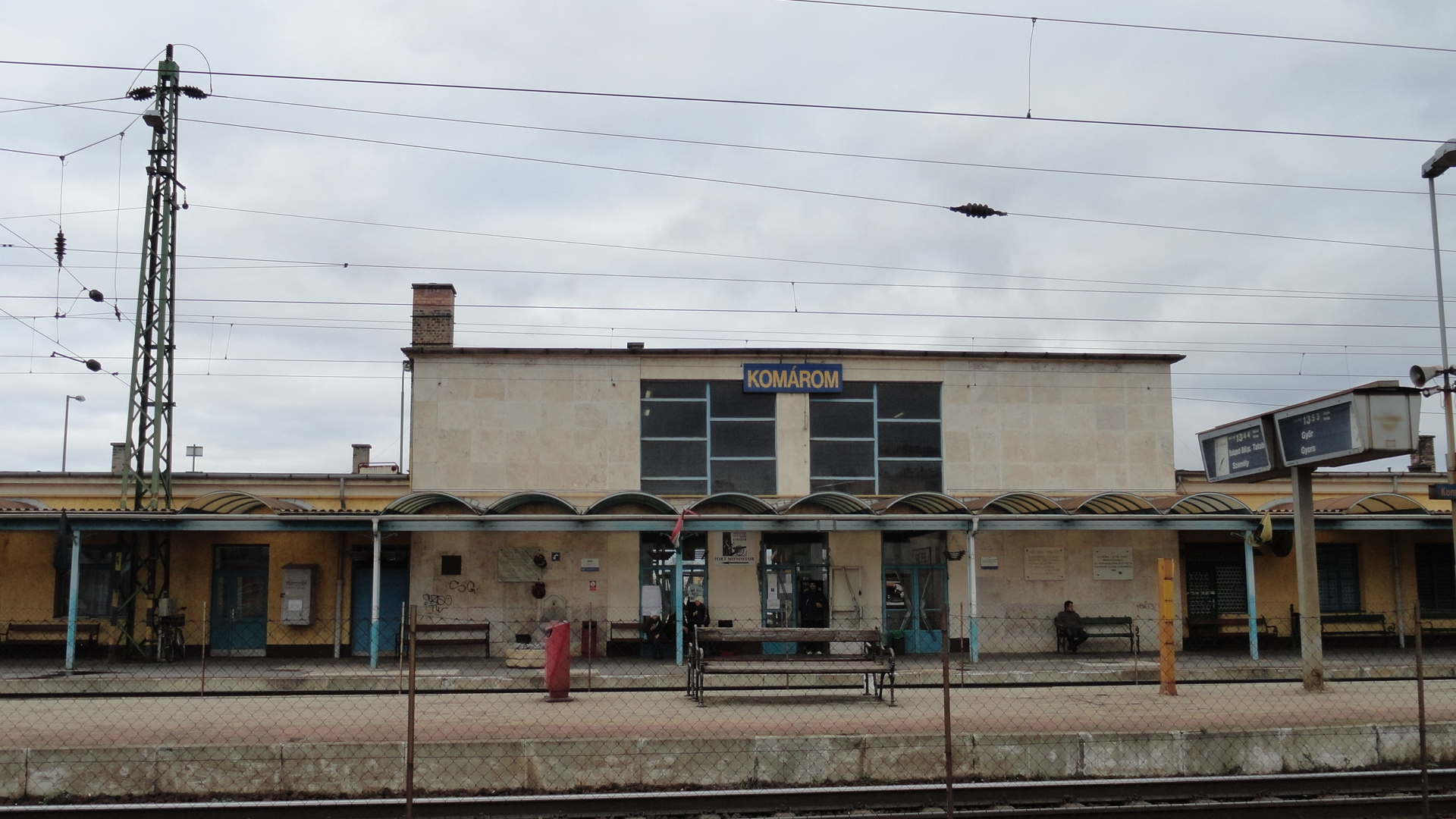
A komáromi pályaudvar

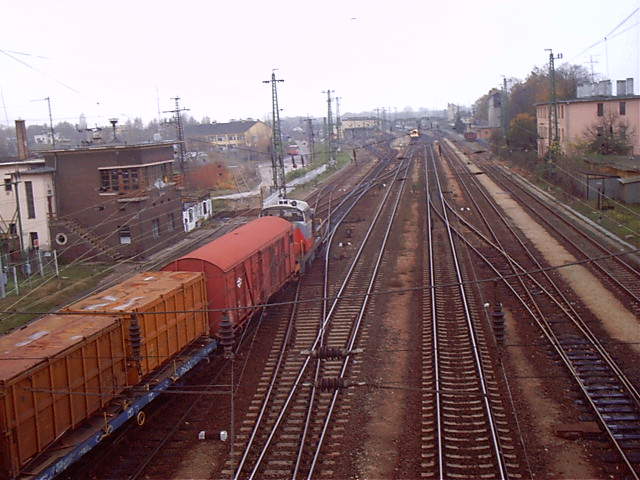
Tehervonat jár ki a komáromi teherpályaudvarról

1958-ban megindult a határforgalom is. A közös ügyek rendezésére új épületet emeltek. A magyar társadalom konszolidációjával a forgalom (személy- és áruszállítás) növekedésnek indult. Ez tovább nőtt a nemzetközi forgalom megindulásával. A közelben lévő Almásfüzitői Timföldgyár és a Komáromi Kőolajipari Vállalatnak iparvágánya van. A timföld és a kőolaj szállításához speciális kocsik kellenek, ezért csak ezek szállításáról gondoskodott a MÁV. (Ez többlet teherkocsit nem kötött le az áruszállításhoz.)  A mezőgazdaság átszervezése is megnövelte a szállítási feladatokat, mert 1938-ban az ipar és a mezőgazdaság összesen 37-40 millió tonna árut mozgatott meg, addig 1969-ben 111 millió tonna áru elszállítására volt igény.
A mezőgazdaság termékeit feldolgozó ipari vállalatok közül az ácsi cukorgyár II. világháború előtti  vagonszükséglete 3-6 ezer darab volt, míg 1969-ben 20-21 ezer vagon volt. A gabonaszállításra megállapítható, hogy az 1950-es években gabonaimportra szorultunk, addig 1969-ben Komáromból az NDK-ba irányuló szállítás 200.000 tonna volt.

### A közúti közlekedés állapota

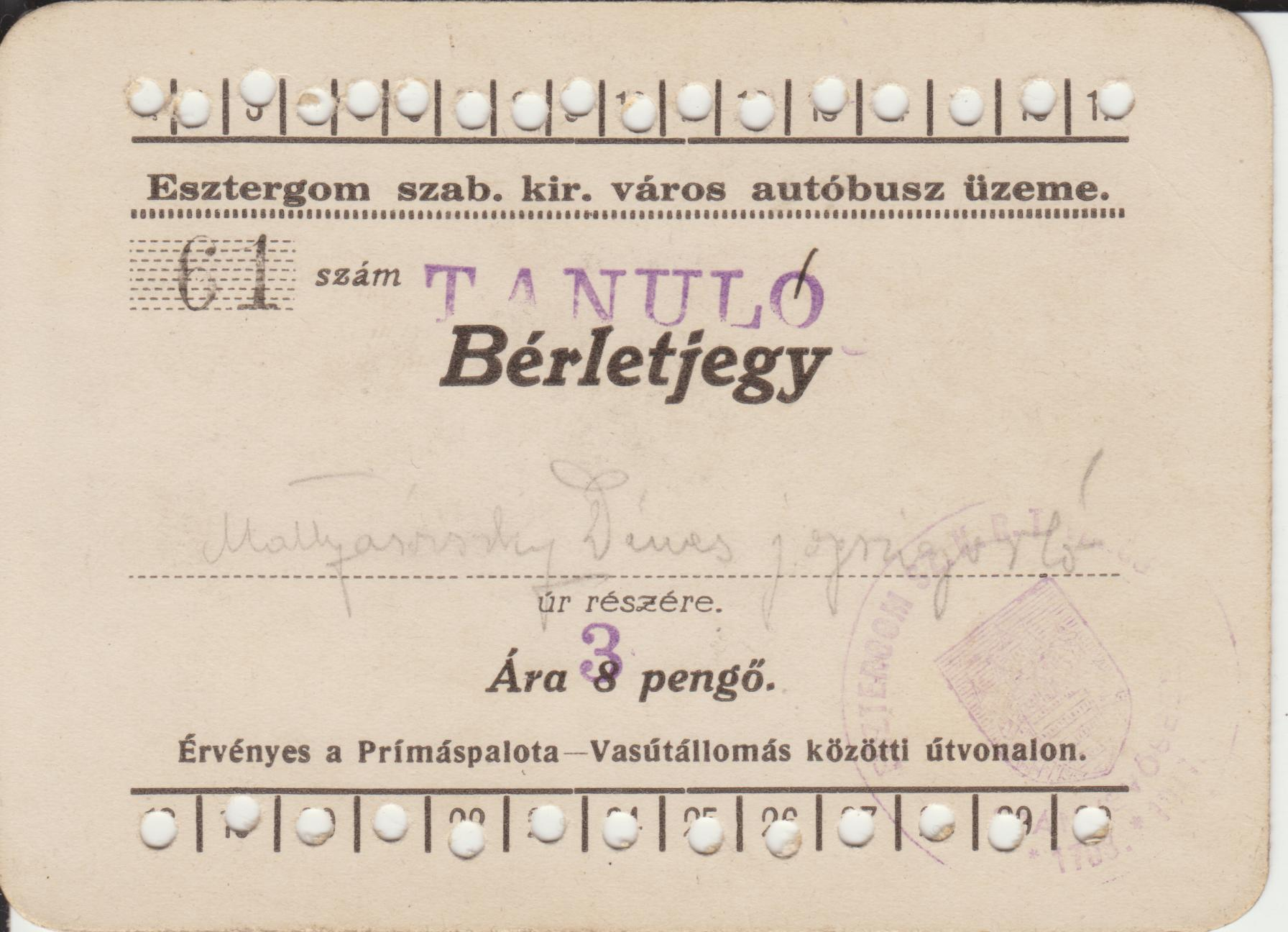
Esztergom Sz. Kir. Város autóbusz üzeme - Tanuló buszbérlet 1930-as évekből a Prímáspalota–Vasútállomás közötti útvonalra

A második világháború után a megye közútjai egy-két kivétellel nem szenvedtek olyan súlyos károkat, mint a vasút, de európai vonatkozásban korszerűtlenek voltak. Kezdetben természetes volt, hogy az utak járhatóságára fordítódott a nagyobb figyelem. A strukturális átalakítás, amely az ipar, a mezőgazdaság és a társadalom életében végbement, maga után vonta az utak korszerűsítését is.
Ebben az időszakban a megye közúthálózata a következő képet mutatta.
| Közutak neme     | 1965 | 1968 |
| ---------------- | ---- | ---- |
| pormentes (km)   | 442  | 699  |
| makadám út (km)  | 318  | 69   |
| kiépítetlen (km) | 31   | 31   |

A II. világháború előtt a közúti forgalomban a személy-, és teherfuvarozást magánvállalkozók végezték. Például 1938-tól 1940-es években Tatabányán Pupi Béla végzett helyi forgalmú személyszállítást a 70. számú népbolttól-Tatabánya középső vasútállomásig. Később ezt a tevékenységet kiterjesztette Tatáig. A lakossági igények kielégítésére Tatabányán 1948. március 15-től Városi Tanács Közlekedési Vállalat néven indult közösségi közlekedés. A vállalatnak induláskor 2 db Rába Speciál gépkocsija volt. A kocsik a süppedős, korszerűtlen makadámutakon közlekedtek menetrendszerűen 30 perces követéssel. Az útvonaluk Tatabánya-felső vasútállomástól a II. számú erőműig tartott.

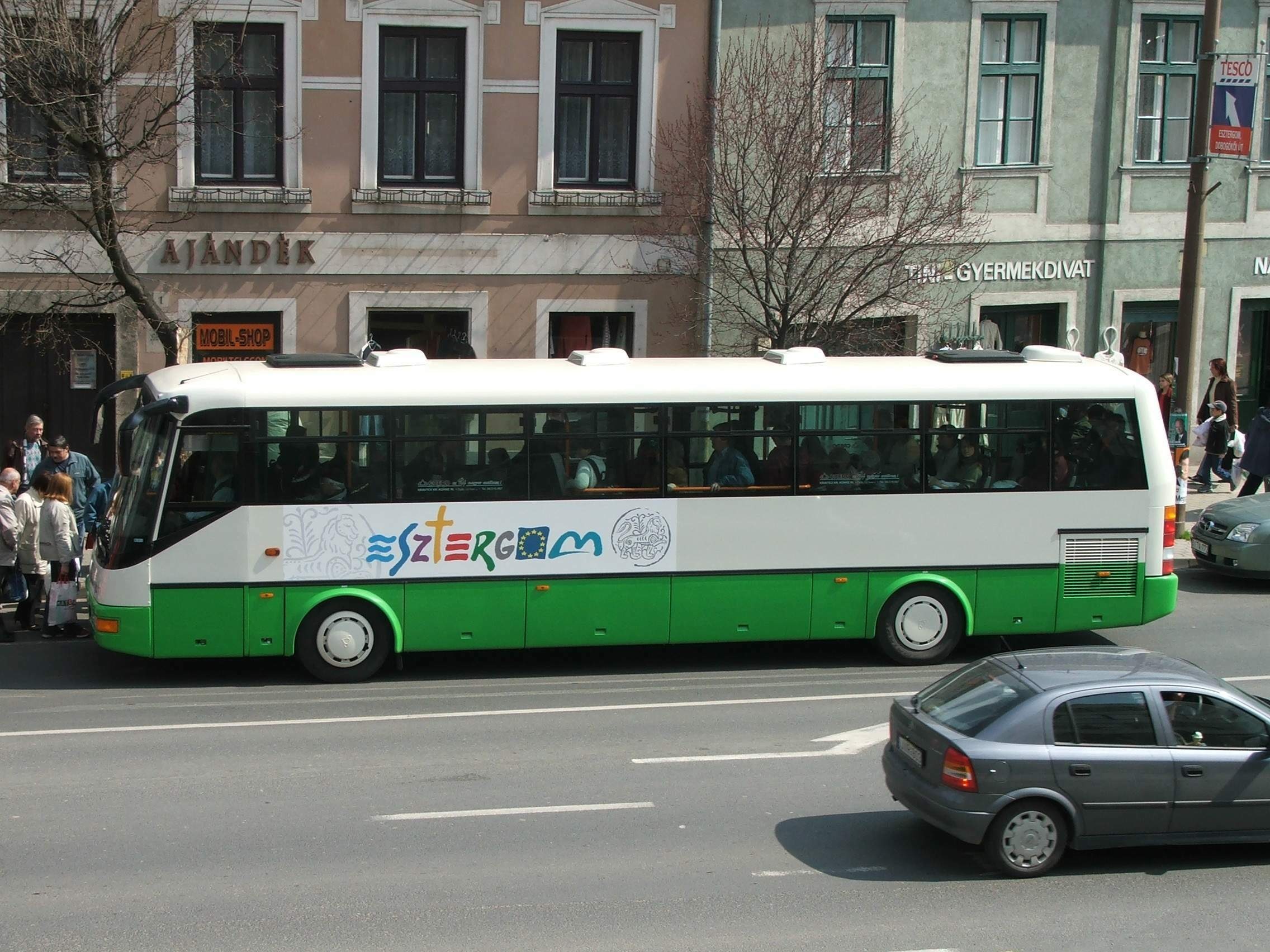
Tömegközlekedés Esztergomban helyi járatú autóbusszal

1951. június 15-én a városi járat közhasznú irányítás alá került MÁVAUT néven. Az új vállalat a MÁVAUT budai főnökségének tatabányai kirendeltsége lett. A kirendeltség 8 db gépkocsival kezdte meg működését. Összetétele szerint: 2 db MNN-Diesel, 2 db Rába Speciál, 2 db Hentschel-Diesel,  1 db Rába Super és  1 db
B.B. Ford (tartalékként) üzemelt. Befogadóképességük 24 főtől 80-ig váltakozott. A járatok vonalvezetését az akkor meglévő vasútállomások és üzemek kiszolgálása határozta meg. 1952-ben jelentős kapacitás növekedés állt be: 16 db Ikarus 30 és CSD 350 típusú gépkocsikkal. Az új gépjárművek egy része a helyi forgalmat erősítette, más részükkel a környező községek lettek bekapcsolva közforgalmú illetőleg bányászjáratok forgalmába. Tatabányán a városi utakban ekkor még magas emelkedők voltak, amit az utak korszerűsítésével megszüntettek.
A teheráru forgalmat a TEFU néven ismert állami vállalt bonyolította le. Országosan 1949-ben alakult meg, a megyében 1951. március 1-jén. Ebbe olvadtak bele az egykori MATEOSZ tagjai. Kirendeltséggé való átalakításuk 1951 és 1956 között történt meg.
A személy-, és a teherforgalom közös irányítás alá 1953-ban került. Ez az Autóközlekedési Igazgatóság volt győri székhellyel. Az addig egymástól függetlenül működő TEFU, és a MÁVAUT, összevonásával. Ezután Komárom megyében a TEFU 62. számú Autóközlekedési Vállalat működött. A tatabányai körzetben 67. számú Autóközlekedési Vállalat néven futott.
Az ötvenes évek második felében rohamosan növekedett a városok lakossága.  Ez a közlekedés bővítését és korszerűsítését vonta maga után. Ekkor Tatán és Tatabányán periodikus közlekedés alakult ki, míg a többi városban Komáromban, Esztergomban és Oroszlányban a járatok menetrendi közlekedési ideje részben periodikus, részben az egyes üzemek, intézmények igényéhez igazodott.
Az 1961-es év jelentős volt a Komárom megyei közúti közlekedés szempontjából. A két közlekedési vállalatot összevonták. Az új neve: 18. számú  Autóközlekedési Vállalat lett. Ennek a cégnek 3 üzemegysége volt Tatabányán, Tatán és Dorogon.
Komáromban ebben az évben indult meg a helyi személyszállítás egy gépjárművel és egy útvonalon. A járat a vasútállomástól a gyermekvárosig közlekedett.

### Más közlekedési módok a megyében
a. Vízi közlekedés
A megye területén a Duna folyása alsószakasz jellegű. Sok  kisebb szigettel, és kikötésre alkalmas partvonallal. A hajók az év nagy részében vesztegelnek a vízen, kedvező vízjárásra várva, s többnyire a kikötőket sem veszik igénybe.
A megyét északról a Duna zárja le, de a megye hajóközlekedése nem menetrendszerű. Korábban jelentős teherforgalma volt, az ipari üzemek termékeit szállították el (timföldet, kőolaj termékeket) A Dunán időnként turistajáratok jönnek fel Budapest irányából. A Sirály szárnyashajó is csak májustól szeptember végéig  közlekedik. Ezenkívül a Mahart-Esztergom Kft. Budapest és Esztergom között üzemeltet sétahajójáratokat.
Holland és német kereskedők már a magyar Duna-szakaszon is megjelentek hajószállítási szolgáltatásaikkal (a MAHART visszaszorult és nincsen magyar szállodahajó). Elmondhatni, hogy a nyugatiak nyertek a csatornán, de a magyar vállalkozók nem készültek fel arra, hogy éljenek a csatorna kínálta lehetőségekkel. Az Európai Unió a VII. közlekedési folyósnak tartja. A hozzá kapcsolódó keletebbre eső Duna-szakaszok fejlesztésére pénzt ad, de Magyarország a vízlépcső-botrány miatt egyelőre semmilyen fejlesztést nem hajlandó végezni, holott pont a német példa mutatja, hogy van környezetbarát megoldás a hajózhatóvá tételre.
b. Légi közlekedés
A megyében nincs közforgalmú repülőtér. Két kisebb sportrepülőtér található Esztergomban (Id. Rubik Ernő repülőtér) és Kecskéden.
c. Csővezetékes szállítás
A korábban működő Komáromi Kőolajipari Vállalat szőnyi telepére a nyers kőolajat Kápolnásnyéktől 68 km hosszan szállították.Az éves kapacitása 1 millió tonna felett volt.

## Az „új gazdasági mechanizmus” hatása a közlekedésre
Több ötlet, újítás született az 1968 körüli években a közlekedés megreformálására.
A vasúti teherforgalomban bevezették a körzetesítést. Ennek az volt a lényege, hogy a meglévő vasúti pályaudvarok közül egyet körzeti állomásnak neveztek ki, s ehhez csatolták a menetrendszerűen személyszállító autóbuszok végállomásait. A teherforgalomban a teheráruk továbbításához a teherautókat. Ezt példával megvilágítva: Komárom gócponti állomás lett. Hozzátartozott többek között: Ács, Szőny Csémpuszta, Almásfüzitő-felső. A személy- és gyorsvonatok Komáromban állnak meg. Ha az előzőekben felsorolt településekről, vagy azokra akarnak utazni, akkor a komáromi pályaudvarra autóbusszal érkeznek meg, illetve utaznak haza. A teherforgalomra vonatkozó példa: Ha Süttőről valaki egy vagon (200 q) terméskövet vásárolt és Csémpusztától 2 km-re lévő telkére akarta elszállítani, akkor ezidáig a következő utat tette meg. Az árut Süttőn vagonba rakták és elszállították Komáromig. Itt a gurítón átirányították, Csémpusztára. Ott kirakták és lófogattal elszállították a telekre. A körzetesítés után a süttői terméskövet már Komáromban átrakják tehergépkocsira és az közvetlenül a telekre szállította az árut.

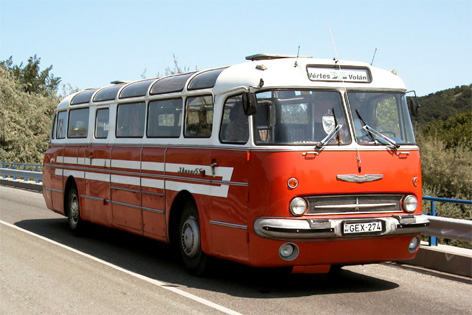
A Vértes Volán muzeális Ikarus 55-öse

A másik feladat a vágányok elsőrangúvá tétele volt. Ez azt jelentette, hogy a 42 kg/m súlyú  síneket 48 kg/m súlyúakra cserélték ki. Ez vonatkozott a Komárom–Székesfehérvár vasútvonalra, ami lehetővé tette, hogy a Rijekára vagy a Balatonra közlekedő gyors és nemzetközi vonatok Budapest érintése nélkül is eljuthattak Székesfehérvárra. Az elsőrangúvá tételhez tartozott a váltó- és biztosító-berendezések modernizálása is.
A legnagyobb hatású változtatás a dízelesítési program volt. Ez a Székesfehérvár–Komárom és az Esztergom–Komárom közötti vasútvonalakra vonatkozott. Ennek érdekében a komáromi fűtőházat már 1967-ben átalakították. A gőzmozdonyokat ténylegesen 1975-ben vonták ki a forgalomból.
Nem érdektelen megemlíteni, hogy a 60-as évek vége felé milyen volt a forgalmi helyzet.
| Megnevezés                                          | 1960   | 1969   |
| --------------------------------------------------- | ------ | ------ |
| Utasszám (ezer főben)                               | 38.474 | 54.228 |
| a szállított súly (1000 tonnában)                   | 1707   | 4166   |
| személykocsik üzemanyag fogyasztása (1000 literben) | 2,5    | 5      |
| Üzemanyag kutak száma                               | 10     | 12     |

A 18. sz. AKÖV az évtized végén mely a megye tömegközlekedésében meghatározó volt, az alábbi mutatókkal rendelkezett:
A személyszállításban a dorogi üzemegység 37, a tatai pedig 20 autóbusz gépkocsival üzemelt. A darabárus forgalomba (teherforgalomba) pedig 77 települést (a megyében az összest) vonták be, amelyekben a hét egy vagy több napján menetrendszerűen megfordultak.

## Változások a rendszerváltás után

## Külső hivatkozások
- https://web.archive.org/web/20090326070433/http://www.hidak.hu/kem/kemvasut.htm
- http://vertesvolan.hu/index.php?option=com_search&Itemid=99999999&searchword=tata&searchphrase=any&ordering=newest&limit=30&limitstart=60%5B%5D
- https://web.archive.org/web/20080616024902/http://www.kemtour.hu/13-2189.html
- szárnyashajó[halott link]